# Conte di Gavardo
Il titolo di Conte di Gavardo è un titolo nobiliare che venne concesso dal Re dei Romani Roberto del Palatinato a Francesco Medici, discendente dell'omonima casata bresciana, nel 1403. La famiglia fu presente a Gavardo (Bs) dal XIII secolo ed era vassalla del vescovo di Brescia, cui Gavardo era feudo.

## Conti di Gavardo
- Francesco Medici (?-1430), I conte di Gavardo
- Cristoforo Medici (?-1498)
- Antonio Medici (1484-1568 ca.)
- Annibale Medici (1520-1595/1618), sposò Alda Occanoni, da cui il ramo Medici-Occanoni
- Camillo Medici (1544-1618 ca.)
- Lorenzo Medici (1584-1626/1632)
- Annibale Medici (1607/1611-1666/1685), sposò Giulia Longhena
- Giorgio Medici (1640-dopo 1722), sposò Lucia Galli, da cui il ramo Medici-Occanoni Galli
- Annibale Medici (1690-?), sposò Caterina Avogadro
- Lorenzo Medici (1720-?), sposò Massimilla Marini
- Camillo Medici (1755-?), sposò Pellegrina Moronati
- Girolamo Medici (1786-?), sposò Teresa Dominicetti
- Giacomo Medici (1830-?), sposò Giuseppa Balbi
- Ettore Medici (1852-?), sposò Francesca Carnevali
- Teresa Medici in Guerrieri di Verona (XIX secolo), ultima esponente della famiglia.

## Arma
D'argento, a tre bande cucite d' oro, col drago di verde attraversante sul tutto ; col capo d' azzurro, a tre palle d' oro, 1 e 2.